# (18821) Markhavel
(18821) Markhavel (1999 NW9) – planetoida z pasa głównego asteroid okrążająca Słońce w ciągu 5,04 lat w średniej odległości 2,94 j.a. Odkryta 13 lipca 1999 roku.